# 新碶街道
新碶街道，是中国浙江省宁波市北仑区的一个街道办事处，辖区面积46.3平方公里:17，因永丰碶（因东已有泰河碶，西有备碶，故名新碶）而得名:12。

## 历史
境内古属鄞县，宋熙宁十年（1077年）划归定海县（镇海县），清末属灵岩乡、泰邱乡，1936年属备新乡、高塘乡、东碶乡，1945年属泰西镇、东碶镇、备新乡、高塘乡，1946年8月改为三碶镇、高塘乡，1949年10月改为三碶乡、高塘乡，1950年6月改为三碶镇、泰西乡、泰和乡、高塘乡、凤树乡、永丰乡、小山乡，1956年2月泰西乡、泰和乡、小山乡合并为新碶乡，凤树乡、高塘乡并入永丰乡，10月三碶镇并入新碶乡，1958年10月改为大碶人民公社新碶管理区、泰和管理区、泰西管理区、小山管理区、高塘管理区、凤树管理区、永丰管理区，1959年5月泰西管理区、小山管理区并入新碶管理区，1961年4月改为新碶公社、高塘公社，1983年4月新碶公社改为新碶乡，7月高塘公社改为高塘乡，1984年1月新碶乡改为新碶镇，1992年5月高塘乡并入新碶镇，2003年8月撤镇设立新碶街道:12-13、17:12。

## 行政区划
新碶街道下辖以下地区：
杜鹃社区、迎春社区、银杏社区、红梅社区、芝兰社区、牡丹社区、海棠社区、芙蓉社区、紫荆社区、玉兰社区、百合社区、米兰社区、凌霄社区、高塘社区、玫瑰社区、向阳社区、雪莲社区、月季社区、塘湾社区、福泉社区、茉莉社区、大路村、星阳村、高潮村、贝碶村、隆顺村、向家村、备碶村、沿海村、永丰村、算山村、许胡村、永久村、岭南村、高塘村